# Bomolocha bipartita
Bomolocha bipartita là một loài bướm đêm trong họ Noctuidae.